# Colin Lewis
Colin Lewis (* 27. Juli 1942 in Torquay, England; † 4. März 2022) war ein britischer Radrennfahrer.

## Sportliche Laufbahn
Seinen ersten Start für die britische Nationalmannschaft hatte er 1963 im Milk Race, das er auf dem 9. Rang beendete.
1964 startete Colin Lewis bei den Olympischen Sommerspielen in Tokio und wurde 25. im olympischen Straßenrennen. Mit dem britischen Team belegte er im Mannschaftszeitfahren Rang 15. Im Jahre 1965 wurde er Dritter der britischen Meisterschaft im Straßenrennen der Amateure; zwei Jahre später sowie 1968 errang er den Meistertitel der Profis. In der Folge bestritt Lewis hauptsächlich Rennen in Großbritannien. So gewann er u. a. 1968 das Weston Weekend, 1971 die Tour of the North und 1972 die Derbyshire Tour. Zweimal – 1967 und 1968 – startete er bei der Tour de France. Er startete 1969 im belgischen Zolder bei den UCI-Weltmeisterschaften im Straßenrennen für die britische Nationalmannschaft und kam als 27. ins Ziel.
1974 beendete Lewis seine aktive Radsport-Laufbahn.

## Berufliches
Colin Lewis war er auch als Trainer tätig und betreute unter anderem Tom Simpson.

## Familiäres
Seine 1979 geborene Tochter Tamsin Lewis war als Profi-Triathletin aktiv. Im März 2022 verstarb Colin Lewis 79-jährig.